# Marge Roukema
Margaret Roukema est une femme politique américaine, née le 19 septembre 1929 et morte le 12 novembre 2014. Membre du Parti républicain, elle représente le New Jersey à la Chambre des représentants des États-Unis de 1981 à 2003.

## Biographie
Marge Scafati est née à Newark de parents italiens. Après des études d'histoire et de science politique à l'université d'État de Montclair, dont elle sort diplômée en 1951, elle devient professeur d'histoire en lycée. Elle siège par la suite au conseil des écoles de Ridgewood.
Elle épouse Richard Roukema, avec qui elle aura trois enfants (Todd, Greg et Meg). Elle choisit de s'engager en politique après le décès de son fils Todd, atteinte d'une leucémie. Elle se présente à la Chambre des représentants des États-Unis en 1978 mais est battue par le démocrate sortant Andrew Maguire (en). Elle prend sa revanche deux ans plus tard, profitant de l'élection de Ronald Reagan.
Sa circonscription est redécoupée avant les élections de 1982 et devient plus favorable aux républicains. De 1982 à 2000, Roukema est réélue tous les deux ans en rassemblant de 65 à 71 % des suffrages. Après deux primaires serrées face au conservateur Scott Garrett (en 1998 et 2000), Roukema annonce sa retraite avant les élections de 2002,. Garrett est élu pour lui succéder,, après avoir remporté la primaire républicaine devant le sénateur Gerald Cardinale qu'elle soutenait.
Atteinte de la maladie d'Alzheimer, Roukema rejoint le centre de soins chrétien de Wyckoff, où elle meurt en novembre 2014.

## Positions politiques
Roukema est conservatrice sur les questions fiscales mais modérée sur les sujets de société. Elle s'oppose régulièrement à son parti, étant notamment favorable à l'avortement, au contrôle des armes à feu ou à la protection de l'environnement. À la Chambre des représentants, elle est l'un des principaux soutiens républicains du Family and Medical Leave Act, obligeant les grandes entreprises à accorder des congés sans solde en cas de naissance, d'adoption ou de maladie d'un proche,.